# 临东战役
临东战役，1943年10月发生的一场战役，交战双方是中国共产党冀南军区和临清、高唐、博平的日伪军。

## 背景
1943年，中国共产党冀南军区在遭受侵华日军大扫荡后，又遭到自然灾害。为摆脱生存困境，冀南军区决定向卫河以东开拓根据地规模。卫河以东的高唐、堂邑、清平、博平等县国民政府和日伪军势力交错杂处，主要城镇除了有日军华北方面军第十二军所属部队和伪治安军驻扎外，还有肖建九和齐子修等国民政府军武装。

## 战争过程
1943年10月21日凌晨5时许，临东战役正式爆发，冀南军区参战的4个团分别从温庄、张庄、赵建庄向国民政府军武装展开攻击。直到中午，中共一方的战斗进行得非常顺利，取得大量战果。
1943年10月21日下午，临东战役指挥部驻地陈官营爆发陈官营战斗，冀南军区七分区政委肖永智、四分区政治部主任袁鸿化等在突围过程中牺牲。